# الطواحين
الطواحين بلدة وناحية إدارية سورية في شرق منطقة بانياس التابعة لمحافظة طرطوس. بلغ عدد سكان الناحية 10,024 نسمة حسب تعداد عام 2004.
تقع إلى الشمال من الطريق بين بانياس ومصياف وتبعد 15 كم شمال غرب مدينة مصياف.